# 나라별 첫 올림픽 금메달리스트 목록
아래 표는 각 국가 올림픽 위원회(NOC)가 획득한 첫 번째 올림픽 금메달을 나열한 것이다.
미국의 제임스 브렌던 코널리는 근대 올림픽 최초의 금메달리스트로 인정받고 있다.
경우에 따라 NOC는 최초의 금메달을 딴 같은 대회에서 여러 개의 금메달을 획득할 수 있다. 경기 일정은 국가의 첫 번째 올림픽 금메달리스트로 간주되는 사람에게 중요하다.
이탤릭체로 된 이름은 더 이상 존재하지 않는 국가이다.

## 하계 올림픽
| 대회                | 나라                         | 메달리스트 | 스포츠       | 종목                                   | 출처              |
| ------------------- | ---------------------------- | --- | ------------ | -------------------------------------- | ----------------- |
| 1896 아테네         | 오스트레일리아 (AUS)         | 에드윈 플랙 | 육상         | 남자 1500m                             | [ 2 ]             |
| 1896 아테네         | 오스트리아 (AUT)             | 파울 노이만 | 수영         | 남자 500m 자유형                       | [ 3 ]             |
| 1896 아테네         | 덴마크 (DEN)                 | 비고 옌센 | 역도         | 남자 양손                              | [ 4 ]             |
| 1896 아테네         | 독일 (GER)                   | 카를 슈만 | 체조         | 남자 도마                              | [ 5 ]             |
| 1896 아테네         | 프랑스 (FRA)                 | 외젠앙리 그라블로트 | 펜싱         | 남자 개인 플뢰레                       | [ 6 ]             |
| 1896 아테네         | 영국 (GBR)                   | 론서스턴 엘리엇 | 역도         | 남자 한손                              | [ 7 ] [ 8 ]       |
| 1896 아테네         | 그리스 (GRE)                 | 레오니다스 피르고스 | 펜싱         | 남자 마스터 플뢰레                     | [ 9 ] [ 10 ]      |
| 1896 아테네         | 헝가리 (HUN)                 | 허요시 알프레드 | 수영         | 남자 100m 자유형                       | [ 11 ]            |
| 1896 아테네         | 스위스 (SUI)                 | 루이 쥐테르 | 체조         | 남자 안마                              | [ 12 ] [ 13 ]     |
| 1896 아테네         | 미국 (USA)                   | 제임스 브렌던 코널리 | 육상         | 남자 세단뛰기                          | [ 1 ]             |
| 1900 파리           | 벨기에 (BEL)                 | 에메 에주망 | 승마         | 개인 장애물                            | [ 14 ]            |
| 1900 파리           | 캐나다 (CAN)                 | 조지 오튼 | 육상         | 남자 2500미터 장애물                   | [ 15 ]            |
| 1900 파리           | 쿠바 (CUB)                   | 라몬 폰스트 | 펜싱         | 남자 개인 에페                         | [ 16 ]            |
| 1900 파리           | 이탈리아 (ITA)               | 잔 조르조 트리시노 | 승마         | 높이뛰기                               | [ 17 ]            |
| 1900 파리           | 스페인 (ESP)                 | 호세 데 아메솔라 이 아스피수아 프란시스코 비요타 | 펠로타       | 남자 2인조                             | [ 18 ]            |
| 1908 런던           | 오스트랄라시아 (ANZ)         | 오스트랄라시아 럭비 국가대표팀 - John Barnett - Phil Carmichael - Daniel Carroll - Bob Craig - Thomas Griffen - Jack Hickey - Malcolm McArthur - Arthur McCabe - Patrick McCue - Chris McKivat - Charles McMurtrie - Sydney Middleton - Tom Richards - Charles Russell - Frank Smith                                                            | 럭비         | 남자 럭비                              | [ 19 ]            |
| 1908 런던           | 핀란드 (FIN)                 | 베르네르 베크만 | 레슬링       | 남자 그레코로만형 93kg급               | [ 20 ]            |
| 1908 런던           | 노르웨이 (NOR)               | 300m 자유 소총 단체전 - 알베르트 헬게루드 - 에이나르 리베리 - 올라프 세테르 - 올레 세테르 - 구드브란드 스카테보에 | 사격         | 남자 단체 300m 자유 소총               | [ 21 ]            |
| 1908 런던           | 러시아 제국 (RU1)            | 니콜라이 파닌 | 피겨스케이팅 | 남자 스페셜 피겨                       | [ 22 ]            |
| 1908 런던           | 남아프리카 공화국 (RSA)      | 레지 워커 | 육상         | 남자 100m                              | [ 23 ]            |
| 1908 런던           | 스웨덴 (SWE)                 | 오스카르 스반 | 사격         | 남자 싱글샷 런닝디어                   |                   |
| 1920 안트베르펀     | 브라질 (BRA)                 | 길례르미 파라엔시 | 사격         | 남자 30m 속사 권총                     | [ 24 ]            |
| 1920 안트베르펀     | 에스토니아 (EST)             | 알프레드 네울란드 | 역도         | 남자 67.5kg급                          | [ 25 ]            |
| 1920 안트베르펀     | 네덜란드 (NED)               | 요프 카르프 베런트 카르프 핏 베르닝크 | 요트         | 6.5m                                   | [ 26 ]            |
| 1924 파리           | 아르헨티나 (ARG)             | 아르헨티나 폴로 국가대표팀 - Arturo Kenny - Juan Miles - Guillermo Naylor - Juan Nelson - Enrique Padilla | 폴로         | 남자                                   | [ 27 ]            |
| 1924 파리           | 체코슬로바키아 (TCH)         | 베드르지흐 슙치크 | 체조         | 남자 로프등반                          | [ 28 ]            |
| 1924 파리           | 우루과이 (URU)               | 우루과이 축구 국가대표팀 - 호세 안드라데 페드로 아리스페 페드로 세아 알프레도 히에라 안드레스 마살리 호세 나사시 José Naya 페드로 페트로네 앙헬 로마노 엑토르 스카로네 움베르토 토마시나 안토니오 우르디나란 산토스 우르디나란 호세 비달 알프레도 시베치 페드로 카세야                                                                          | 축구         | 남자                                   | [ 29 ]            |
| 1924 파리           | 유고슬라비아 (YUG)           | 레온 슈투켈 | 체조         | 남자 철봉                              | [ 30 ] [ 31 ]     |
| 1928 암스테르담     | 이집트 (EGY)                 | 엘 사예드 노세이르 | 역도         | 남자 82.5kg이상                        | [ 32 ]            |
| 1928 암스테르담     | 인도 (IND)                   | 인도 남자 필드하키 국가대표팀 - Richard Allen - Dhyan Chand - Michael Gateley - William Goodsir-Cullen - Leslie Hammond - Feroze Khan - George Marthins - Rex Norris - Broome Pinniger - Michael Rocque - Frederic Seaman - Ali Shaukat - Jaipal Singh - Kher Singh Gill                                                                        | 하키         | 남자                                   | [ 33 ]            |
| 1928 암스테르담     | 아일랜드 (IRL)               | 팻 오캘러핸 | 육상         | 남자 해머던지기                        | [ 34 ]            |
| 1928 암스테르담     | 일본 (JPN)                   | 오다 미키오 | 육상         | 남자 세단뛰기                          | [ 35 ]            |
| 1928 암스테르담     | 뉴질랜드 (NZL)               | 테드 모건 | 복싱         | 웰터급                                 | [ 36 ]            |
| 1928 암스테르담     | 폴란드 (POL)                 | 할리나 코노파츠카 | 육상         | 남자 원반던지기                        | [ 37 ]            |
| 1936 베를린         | 튀르키예 (TUR)               | 야샤르 에르칸 | 레슬링       | 남자 그레코로만형 61kg급               | [ 38 ]            |
| 1948 런던           | 자메이카 (JAM)               | 아서 윈트 | 육상         | 남자 400m                              | [ 39 ]            |
| 1948 런던           | 멕시코 (MEX)                 | 움베르토 마릴레스 루벤 우리사 알베르토 발데스 | 승마         | 개인 장애물 단체 장애물                | [ 40 ]            |
| 1948 런던           | 페루 (PER)                   | 에드윈 바스케스 | 사격         | 남자 50m 권총                          | [ 41 ]            |
| 1952 헬싱키         | 룩셈부르크 (LUX)             | 요제프 바르털 | 육상         | 남자 1500m                             | [ 42 ]            |
| 1952 헬싱키         | 루마니아 (ROM)               | 이오시프 스르부 | 사격         | 남자 남자 50m 소총 복사                | [ 43 ]            |
| 1952 헬싱키         | 소련 (URS)                   | 니나 포노마료바 | 육상         | 여자 원반던지기                        | [ 44 ] [ 45 ]     |
| 1956 멜버른         | 불가리아 (BUL)               | 니콜라 스탄체프 | 레슬링       | 남자 자유형 미들급                     | [ 46 ]            |
| 1956 멜버른         | 이란 (IRI)                   | 에맘알리 하비비 | 레슬링       | 남자 자유형 라이트급                   | [ 47 ] [ 48 ]     |
| 1960 로마           | 에티오피아 (ETH)             | 아베베 비킬라 | 육상         | 남자 마라톤                            | [ 49 ]            |
| 1960 로마           | 파키스탄 (PAK)               | 파키스탄 남자 필드하키 국가대표팀 - Abdul Hamid Abdul Rashid Abdul Waheed Bashir Ahmad Ghulam Rasul Anwar Khan Khursheed Aslam Habib Ali Kiddie Manzoor Hussain Atif Munir Dar Mushtaq Ahmad Motiullah Naseer Bunda Noor Alam | 하키         | 남자                                   | [ 50 ]            |
| 1964 도쿄           | 바하마 (BAH)                 | 더워드 놀스 세실 쿡 | 요트         | 스타급                                 | [ 51 ]            |
| 1968 멕시코시티     | 동독 (GDR)                   | 크리스토프 회네 | 육상         | 남자 50km 경보                         | [ 52 ]            |
| 1968 멕시코시티     | 서독 (FRG)                   | 잉그리트 베커 | 육상         | 여자 5종                               | [ 52 ]            |
| 1968 멕시코시티     | 케냐 (KEN)                   | 내프탈리 테무 | 육상         | 남자 10000m                            | [ 53 ]            |
| 1968 멕시코시티     | 튀니지 (TUN)                 | 무함마드 가무디 | 육상         | 남자 5000m                             | [ 54 ]            |
| 1968 멕시코시티     | 베네수엘라 (VEN)             | 프란시스코 로드리게스 | 복싱         | 남자 라이트플라이급                    | [ 55 ]            |
| 1972 뮌헨           | 조선민주주의인민공화국 (PRK) | 리호준 | 사격         | 남자 50m 소총 복사                     | [ 56 ]            |
| 1972 뮌헨           | 우간다 (UGA)                 | 존 아키부아 | 육상         | 남자 400m 허들                         | [ 57 ]            |
| 1976 몬트리올       | 대한민국 (KOR)               | 양정모 | 레슬링       | 남자 자유형 62kg급                     | [ 58 ]            |
| 1976 몬트리올       | 트리니다드 토바고 (TTO)      | 헤이즐리 크로퍼드 | 육상         | 남자 100m                              | [ 59 ]            |
| 1980 모스크바       | 짐바브웨 (ZIM)               | 짐바브웨 여자 필드하키 국가대표팀 - Arlene Boxall - Sarah English - Maureen George - Ann Grant - Susan Huggett - Patricia McKillop - Brenda Phillips - Christine Prinsloo - Sonia Robertson - Anthea Stewart - Helen Volk - Linda Watson - Liz Chase - Sandra Chick - Gillian Cowley - Patricia Davies                                          | 하키         | 여자                                   | [ 60 ]            |
| 1984 로스엔젤레스   | 중화인민공화국 (CHN)         | 쉬하이펑 | 사격         | 남자 50m 권총                          | [ 61 ]            |
| 1984 로스엔젤레스   | 모로코 (MAR)                 | 나왈 엘무타와켈 | 육상         | 여자 400m 허들                         | [ 62 ]            |
| 1984 로스엔젤레스   | 포르투갈 (POR)               | 카를루스 로페스 | 육상         | 남자 마라톤                            | [ 63 ]            |
| 1988 서울           | 수리남 (SUR)                 | 안토니 네스티 | 수영         | 남자 100m 접영                         | [ 64 ]            |
| 1992 바르셀로나     | 알제리 (ALG)                 | 하시바 불메르카 | 육상         | 여자 1500m                             | [ 65 ]            |
| 1992 바르셀로나     | 인도네시아 (INA)             | 수시 수산티 | 배드민턴     | 여자 단식                              | [ 66 ] [ 67 ]     |
| 1992 바르셀로나     | 리투아니아 (LTU)             | 로마스 우바르타스 | 육상         | 남자 원반던지기                        | [ 68 ]            |
| 1996 애틀랜타       | 아르메니아 (ARM)             | 아르멘 나자랸 | 레슬링       | 남자 그레코로만형 52kg급               | [ 69 ]            |
| 1996 애틀랜타       | 벨라루스 (BLR)               | 예카테리나 카르스텐 | 조정         | 1996년 하계 올림픽 조정 여자 싱글 스컬 | [ 70 ]            |
| 1996 애틀랜타       | 부룬디 (BDI)                 | 베뉘스트 니용가보 | 육상         | 남자 5000m                             | [ 71 ]            |
| 1996 애틀랜타       | 코스타리카 (CRC)             | 클라우디아 폴 | 수영         | 여자 200m 자유형                       | [ 72 ]            |
| 1996 애틀랜타       | 크로아티아 (CRO)             | 크로아티아 남자 핸드볼 국가대표팀 - 파트리크 차바르 - 슬라브코 골루자 - 보지다르 요비치 - 네나드 클랴이치 - 베니오 로세르트 - 발테르 마토셰비치 - 알바로 나치노비치 - 고란 페르코바츠 - 이스토크 푸츠 - 즐라트코 사라체비치 - 이르판 스마일라기치 - 브루노 구델 - 조란 미쿨리치 - 블라디미르 옐치치 - 발네르 프란코비치 - 블라디미르 슈이스테르 | 핸드볼       | 남자                                   | [ 73 ]            |
| 1996 애틀랜타       | 체코 (CZE)                   | 슈테판카 힐게르토바 | 카누         | 여자 슬라럼 K-1                        | [ 52 ]            |
| 1996 애틀랜타       | 에콰도르 (ECU)               | 헤페르손 페레스 | 육상         | 남자 20km 경보                         | [ 74 ]            |
| 1996 애틀랜타       | 홍콩 (HKG)                   | 리리산 | 요트         | 여자 미스트랄급                        | [ 75 ]            |
| 1996 애틀랜타       | 카자흐스탄 (KAZ)             | 유리 멜니첸코 | 레슬링       | 남자 그레코로만형 57kg급               | [ 76 ]            |
| 1996 애틀랜타       | 나이지리아 (NGR)             | 치오마 아준와 | 육상         | 여자 멀리뛰기                          | [ 77 ]            |
| 1996 애틀랜타       | 러시아 (RUS)                 | 스타니슬라프 포즈드냐코프 올가 쿠즈네초바 | 펜싱 사격    | 남자 사브르 여자 10m 공기권총          |                   |
| 1996 애틀랜타       | 세르비아 몬테네그로 (SCG)    | 알렉산드라 이보셰브 | 사격         | 여자 50m 소총 3자세                    | [ 78 ]            |
| 1996 애틀랜타       | 슬로바키아 (SVK)             | 미할 마르티칸 | 카누         | 남자 슬라럼 C-1                        | [ 79 ]            |
| 1996 애틀랜타       | 시리아 (SYR)                 | 가다 슈아 | 육상         | 여자 7종                               | [ 80 ]            |
| 1996 애틀랜타       | 태국 (THA)                   | 솜락 캄싱 | 복싱         | 페더급                                 | [ 81 ]            |
| 1996 애틀랜타       | 우크라이나 (UKR)             | 비야체슬라우 올리니크 | 레슬링       | 남자 그레코로만형 90kg급               | [ 82 ]            |
| 2000 시드니         | 아제르바이잔 (AZE)           | 젬피라 메프타해트디노바 | 사격         | 여자 스키트                            | [ 83 ]            |
| 2000 시드니         | 콜롬비아 (COL)               | 마리아 이사벨 우루티아 | 역도         | 여자 75kg급                            | [ 84 ]            |
| 2000 시드니         | 카메룬 (CMR)                 | 카메룬 올림픽 축구 국가대표팀 - Patrice Abanda - Nicolas Alnoudji - Clément Beaud - Daniel Bekono - Serge Branco - Joël Epalle - 로렌 - 사뮈엘 에토 - 카를로스 카메니 - 모데스트 음바미 - Patrick Mboma - Albert Meyong - Serge Mimpo - Daniel Ngom Kome - Aaron Nguimbat - Geremi Njitap - Patrick Suffo - Pierre Wome                         | 축구         | 남자                                   | [ 85 ]            |
| 2000 시드니         | 라트비아 (LAT)               | 이고르스 비흐로우스 | 체조         | 남자 마루 운동                         | [ 86 ]            |
| 2000 시드니         | 모잠비크 (MOZ)               | 마리아 무톨라 | 육상         | 여자 800m                              | [ 87 ]            |
| 2000 시드니         | 슬로베니아 (SLO)             | 라이몬트 데베베츠 이스토크 초프 루카 슈피크 | 사격 조정    | 남자 50m 소총 3자세 남자 더블 스컬     | [ 88 ]            |
| 2000 시드니         | 우즈베키스탄 (UZB)           | 무함맛카디르 아브둘라예프 | 복싱         | 라이트웰터급                           | [ 89 ]            |
| 2004 아테네         | 칠레 (CHI)                   | 페르난도 곤살레스 니콜라스 마수 | 테니스       | 남자 복식                              | [ 90 ]            |
| 2004 아테네         | 도미니카 공화국 (DOM)        | 펠릭스 산체스 | 육상         | 남자 400m 허들                         | [ 91 ]            |
| 2004 아테네         | 조지아 (GEO)                 | 주라브 즈비아다우리 | 유도         | 남자 90kg급                            | [ 92 ]            |
| 2004 아테네         | 이스라엘 (ISR)               | 갈 프리드만 | 요트         | 남자 미스트랄급                        | [ 93 ]            |
| 2004 아테네         | 중화 타이베이 (TPE)          | 천스신 주무옌 | 태권도       | 여자 49kg급 남자 58kg급                | [ 94 ]            |
| 2004 아테네         | 아랍에미리트 (UAE)           | 아흐메드 알 막툼 | 사격         | 남자 더블트랩                          | [ 95 ]            |
| 2008 베이징         | 몽골 (MGL)                   | 나이당깅 투브신바야르 | 유도         | 남자 100kg급                           | [ 96 ]            |
| 2008 베이징         | 파나마 (PAN)                 | 이르빙 살라디노 | 육상         | 남자 멀리뛰기                          | [ 97 ]            |
| 2012 런던           | 바레인 (BRN)                 | 마리암 유수프 자말 | 육상         | 여자 1500m                             | [ 주해 2 ] [ 98 ] |
| 2012 런던           | 그레나다 (GRN)               | 키라니 제임스 | 육상         | 남자 400m                              | [ 99 ]            |
| 2012 런던           | 세르비아 (SRB)               | 밀리차 만디치 | 태권도       | 여자 +67kg급                           | [ 100 ]           |
| 2016 리우데자네이루 | 코트디부아르 (CIV)           | 셰이크 살라 시세 | 태권도       | 남자 80kg급                            | [ 101 ]           |
| 2016 리우데자네이루 | 피지 (FIJ)                   | 피지 럭비 세븐 국가대표팀 - Jasa Veremalua - Kitione Taliga - Semi Kunatani - Leone Nakarawa - Osea Kolinisau - Jerry Tuwai - Samisoni Viriviri - Apisai Domolailai - Josua Tuisova - 빌리아메 마타 - Vatemo Ravouvou - Savenaca Rawaca | 럭비         | 남자                                   | [ 102 ]           |
| 2016 리우데자네이루 | 요르단 (JOR)                 | 아흐마드 아부가우시 | 태권도       | 남자 68kg급                            | [ 103 ]           |
| 2016 리우데자네이루 | 코소보 (KOS)                 | 마일린다 켈멘디 | 유도         | 여자 52kg급                            | [ 104 ]           |
| 2016 리우데자네이루 | 쿠웨이트 (KUW)               | 페하이드 알디하니 | 사격         | 남자 더블 트랩                         | [ 106 ]           |
| 2016 리우데자네이루 | 푸에르토리코 (PUR)           | 모니카 푸이그 | 테니스       | 여자 단식                              | [ 107 ]           |
| 2016 리우데자네이루 | 싱가포르 (SGP)               | 조지프 스쿨링 | 수영         | 남자 100m 접영                         | [ 108 ]           |
| 2016 리우데자네이루 | 타지키스탄 (TJK)             | 딜쇼트 나자로프 | 육상         | 남자 해머던지기                        | [ 109 ]           |
| 2016 리우데자네이루 | 베트남 (VIE)                 | 호앙쑤언빈 | 사격         | 남자 10m 공기권총                      | [ 110 ]           |
| 2020 도쿄           | 버뮤다 (BER)                 | 플로라 더피 | 트라이애슬론 | 여자 개인                              | [ 111 ]           |
| 2020 도쿄           | 필리핀 (PHI)                 | 하이딜린 디아스 | 역도         | 여자 55kg급                            | [ 112 ]           |
| 2020 도쿄           | 카타르 (QAT)                 | 파리스 알바흐 | 역도         | 남자 96kg급                            | [ 113 ]           |
| 2024 파리           | 도미니카 연방 (DMA)          | 시아 라폰드 | 육상         | 여자 세단뛰기                          | [ 114 ]           |
| 2024 파리           | 과테말라 (GUA)               | 아드리아나 루아노 | 사격         | 여자 트랩                              | [ 115 ]           |
| 2024 파리           | 세인트루시아 (LCA)           | 줄리언 앨프리드 | 육상         | 여자 100m                              | [ 116 ]           |
| 2024 파리           | 보츠와나 (BOT)               | 레칠레 테보호 | 육상         | 남자 200m                              | [ 117 ]           |

## 동계 올림픽
| 대회                      | 나라                 | 메달리스트 | 스포츠                    | 종목                 | 출처            |
| ------------------------- | -------------------- | --- | ------------------------- | -------------------- | --------------- |
| 1924 샤모니               | 오스트리아 (AUT)     | 헤르마 사보 | 피겨스케이팅              | 여자 싱글            | [ 118 ]         |
| 1924 샤모니               | 캐나다 (CAN)         | 캐나다 아이스하키 국가대표팀 (토론토 그래니츠) - Jack Cameron - Ernie Collett - Bert McCaffrey - Harold McMunn - Duncan Munro - Beattie Ramsay - Cyril Slater - Reginald "Hooley" Smith - Harry Watson | 아이스하키                | 남자                 | [ 119 ]         |
| 1924 샤모니               | 핀란드 (FIN)         | 클라스 툰베리 | 스피드스케이팅            | 남자 5000m           | [ 120 ]         |
| 1924 샤모니               | 영국 (GBR)           | 영국 컬링 대표팀 - 윌리엄 잭슨 토머스 머레이 로빈 웰시 로런스 잭슨 | 컬링                      | 남자                 | [ 121 ] [ 122 ] |
| 1924 샤모니               | 노르웨이 (NOR)       | 톨레이프 하우그 | 크로스컨트리              | 남자 50km            | [ 123 ]         |
| 1924 샤모니               | 스웨덴 (SWE)         | 일리스 그라프스트룀 | 피겨스케이팅              | 남자 싱글            | [ 124 ]         |
| 1924 샤모니               | 스위스 (SUI)         | 스웨덴 밀리터리 패트롤 대표팀 - 아돌프 아우프덴블라텐 - 알프혼세 율렌 - 안토이네 율렌 - 데니스 바우셰르 | 밀리터리 패트롤           | 남자                 | [ 125 ]         |
| 1924 샤모니               | 미국 (USA)           | 찰스 주트로 | 스피드스케이팅            | 남자 500m            | [ 126 ]         |
| 1928 장크트모리츠         | 프랑스 (FRA)         | 앙드레 졸리 피에르 브뤼네 | 피겨스케이팅              | 페어                 | [ 127 ]         |
| 1936 가르미슈파르텐키르헨 | 독일 (GER)           | 크리스틀 크란츠 | 알파인스키                | 여자 복합            | [ 128 ]         |
| 1948 장크트모리츠         | 벨기에 (BEL)         | 미셸린 라누아 피에르 보니에 | 피겨스케이팅              | 페어                 | [ 129 ]         |
| 1948 장크트모리츠         | 이탈리아 (ITA)       | 니노 비비아 | 스켈레톤                  | 남자 개인            | [ 130 ]         |
| 1956 코르티나담페초       | 소련 (URS)           | 류보비 코지레바 | 크로스컨트리              | 여자 10km            | [ 131 ]         |
| 1964 인스브루크           | 네덜란드 (NED)       | 샤우크여 데이크스트라 | 피겨스케이팅              | 여자                 | [ 26 ]          |
| 1968 그르노블             | 체코슬로바키아 (TCH) | 이르지 라슈카 | 스키점프                  | 남자 노멀힐          | [ 132 ]         |
| 1968 그르노블             | 동독 (GDR)           | 클라우스-미하엘 본자크 토마스 쾰러 | 루지                      | 2인승                | [ 133 ]         |
| 1968 그르노블             | 서독 (FRG)           | 프란츠 켈러 에르하르트 켈러 | 노르딕복합 스피드스케이팅 | 남자 개인 남자 500m  | [ 134 ] [ 135 ] |
| 1972 삿포로               | 일본 (JPN)           | 가사야 유키오 | 스키점프                  | 노멀힐 개인          | [ 136 ] [ 137 ] |
| 1972 삿포로               | 폴란드 (POL)         | 보이치에흐 포르투나 | 스키점프                  | 라지힐 개인          | [ 138 ]         |
| 1972 삿포로               | 스페인 (ESP)         | 프란시스코 페르난데스 오초아 | 알파인스키                | 남자 슬라럼          | [ 139 ]         |
| 1980 레이크플레시드       | 리히텐슈타인 (LIE)   | 하니 벤첼 | 알파인스키                | 여자 자이언트 슬라럼 | [ 140 ]         |
| 1992 알베르빌             | 대한민국 (KOR)       | 김기훈 | 쇼트트랙                  | 남자 1000m           | [ 141 ]         |
| 1994 릴레함메르           | 카자흐스탄 (KAZ)     | 블라디미르 스미르노프 | 크로스컨트리              | 남자 50km 클래식     | [ 142 ]         |
| 1994 릴레함메르           | 러시아 (RUS)         | 알렉산드르 골루베프 | 스피드스케이팅            | 남자 500m            | [ 143 ]         |
| 1994 릴레함메르           | 우크라이나 (UKR)     | 옥사나 바율 | 피겨스케이팅              | 여자 싱글            | [ 144 ]         |
| 1994 릴레함메르           | 우즈베키스탄 (UZB)   | 리나 체랴조바 | 프리스타일                | 여자 에어리얼        | [ 145 ]         |
| 1998 나가노               | 불가리아 (BUL)       | 에카테리나 다포프스카 | 바이애슬론                | 여자 개인            | [ 146 ]         |
| 1998 나가노               | 체코 (CZE)           | 체코 아이스하키 국가대표팀 - 얀 찰로운 - 로만 체흐마네크 - 이르지 도피타 - 로만 하므를리크 - 도미니크 하셰크 - 밀란 헤이두크 - 밀란 흐닐리치카 - 야로미르 야그르 - 프란티셰크 쿠체라 - 로베르트 란크 - 다비트 모라베츠 - 파벨 파테라 - 리보르 프로하스카 - 마르틴 프로하스카 - 로베르트 레이헬 - 마르틴 루친스키 - 블라디미르 루지치카 - 이르지 슐레그르 - 리하르트 슈메흘리크 - 야로슬라프 슈파체크 - 마르틴 스트라카 - 페트르 스보보다 | 아이스하키                | 남자                 | [ 147 ]         |
| 2002 솔트레이크시티       | 오스트레일리아 (AUS) | 스티븐 브래드버리 | 스피드스케이팅            | 남자 1000m           | [ 148 ]         |
| 2002 솔트레이크시티       | 중화인민공화국 (CHN) | 양양 | 쇼트트랙                  | 여자 500m            | [ 148 ]         |
| 2002 솔트레이크시티       | 크로아티아 (CRO)     | 야니차 코스텔리치 | 알파인스키                | 여자 복합            | [ 149 ]         |
| 2002 솔트레이크시티       | 에스토니아 (EST)     | 안드루스 베르팔루 | 크로스컨트리              | 남자 15km 클래식     | [ 150 ]         |
| 2010 밴쿠버               | 벨라루스 (BLR)       | 알략세이 흐리신 | 프리스타일                | 남자 에어리얼        | [ 151 ]         |
| 2010 밴쿠버               | 슬로바키아 (SVK)     | 아나스타시야 쿠즈미나 | 바이애슬론                | 여자 스프린트        | [ 152 ]         |
| 2014 소치                 | 라트비아 (LAT)       | 라트비아 봅슬레이 4인조 대표팀 - 오스카르스 멜바르디스 아르비스 빌카스테 다우만츠 드레이슈켄스 야니스 스트렝가 | 봅슬레이                  | 4인조                | [ 153 ]         |
| 2014 소치                 | 슬로베니아 (SLO)     | 티나 마제 | 알파인스키                | 여자 다운힐          | [ 154 ]         |
| 2018 평창                 | 헝가리 (HUN)         | 헝가리 남자 쇼트트랙 대표팀 - 부리안 처버 크노치 빅토르 류 사오앙 류 사오린 샨도르 | 쇼트트랙                  | 남자 5000m 계주      | [ 155 ]         |
| 2022 베이징               | 뉴질랜드 (NZL)       | 조이 새도스키시넛 | 스노보드                  | 여자 슬로프스타일    | [ 156 ]         |

## 같이 보기
- 올림픽 메달 집계

## 주해
1. ↑  알란 부디쿠수마도 수산티와 같은 날 배드민턴 남자 단식에서 금메달을 획득했다. 남자 단식 결승은 여자 단식 결승 다음에 열렸다.
2. ↑  마리암 유수프 자말은 상위 선수의 도핑 위반 사실이 확인됨에 따라 2017년 금메달을 소급하여 수상했다. 2008년 올림픽에서 남자 1500m에서 라시드 람지가 금메달을 땄으나, 나중에 도핑 위반 사실이 발각되어 금메달이 박탈되었다. 자말이 금메달을 소급해서 수상하기 전까지 바레인의 첫 금메달리스트는 2016년 올림픽에서 여자 3000m 장애물의 루스 예벳이었다.
3. ↑  쿠웨이트 선수들은 쿠웨이트 올림픽 위원회가 정부의 간섭으로 인해 국제 올림픽 위원회에 의해 자격이 정지되었기 때문에 올림픽 독립 선수단 소속 선수로 출전했다.[105]
4. ↑  1924년 올림픽에서 컬링은 시범 종목으로 간주되었다. 컬링은 2006년 IOC에 의해 1924년 올림픽의 정식 종목으로 인정받았다. 2006년 이전 기준으로 영국의 첫 동계 올림픽 금메달은 1936년 영국 아이스하키 국가대표팀이 획득한 금메달이다.[121]